# 铁甲衣
《铁甲衣》（英語：Ironclad）是2011年上映的由英国和美国合拍的中世紀戰爭背景动作冒险类电影。

## 劇情內容
公元1215年，中世紀英國。朝綱腐敗，民不聊生，對外征伐反大敗而歸割地賠款的“無地王約翰”（King John "the Lackland"，1167-1216）自此“聞名”于古今內外。後來阿爾巴尼男爵發動兵變，約翰王被迫簽署“大憲章”，“大憲章”基本保障了人民與貴族的自由權利，亦為今後的法度提供了標尺。可約翰國王仍心有不甘，後又單方面撕毀“章程”，在英國東南部海岸集結私人北歐雇傭軍隊，欲將男爵以叛亂罪抓獲，將國家再次歸入自己的獨裁統領之下。
在國王的軍隊向都城倫敦越行越近之時，男爵與有識之士在羅徹斯特城堡內舉義兵變，奮力抵抗國王，并等待預先建立互助盟約的法國援軍。但援軍遲遲不到，羅徹斯特城堡的城防戰役艱苦卓絕，傷亡慘重......就在最後的緊張關頭，法軍姍姍來遲，前來援助男爵與義軍。北歐雇傭軍潰退......此役一年後，“叛亂”分子（義軍被誣為叛亂分子）被予以剿滅，後約翰王因痢疾而去世，終結束了他數余年的黑暗獨裁統治。而羅徹斯特城堡亦一戰成名，代表了自由，公平與民主，正義以及向獨裁政治反抗的象徵。

## 角色
- 詹姆斯·鮑弗 饰 Thomas Marshall
- 布莱恩·考克斯 饰 William d'Aubigny
- 凱特·瑪拉 饰 Lady Isabel
- 德雷克·雅可比 饰 Reginald de Cornhill
- 保罗·吉亚玛提 饰 无地王约翰
- 查尔斯·丹斯 饰 坎特伯雷大主教史蒂芬·朗顿
- 傑森·弗萊明 饰 Becket
- Jamie Foreman 饰 Coteral
- Mackenzie Crook 饰 Marks
- Rhys Parry Jones 饰 Wulfstan
- 阿奈林·巴納德 饰 Guy
- Vladimir Kulich 饰 Tiberius
- David Melville 饰 Baron Darnay
- Annabelle Apsion 饰 Maddy
- Steffan Rhodri 饰 Cooper
- Daniel O'Meara 饰 Phipps
- Bree Condon 饰 Agnes